# 向于宸
向于宸（？—？），號箴謹，湖广武昌府江夏縣人。

## 生平
癸未（1583年）四月十五日生。万历四十年（1612年）壬子科湖广乡试第六十一名举人，四十一年（1613年）联捷癸丑科三甲一百五十二名進士，工部觀政，四十二年授樂昌縣知县，四十四年调广东曲江县，县风度街有向公祠。四十七年官至刑部山西司主事，天啓元年（1621年）丁憂去職。

## 家族
曾祖向廷環。祖父向永欽。父向本瀛，選貢。